# Cibangkong (Pekuncen)
Cibangkong is een bestuurslaag in het regentschap Banyumas van de provincie Midden-Java, Indonesië. Cibangkong telt 5585 inwoners (volkstelling 2010).